# Křeč
Křeč (en allemand : Kretsch) est une commune du district de Pelhřimov, dans la région de Vysočina, en République tchèque. Sa population s'élevait à 229 habitants en 2020.

## Géographie
Křeč se trouve à 15 km au nord-ouest de Kamenice nad Lipou, à 22,5 km à l'ouest-sud-ouest de Pelhřimov, à 49 km à l'ouest-sud-ouest de Jihlava à 85,5 km au sud-est de Prague.
La commune est limitée par Obrataň au nord, par Černovice à l'est, par Vlčeves et Chrbonín au sud et par Radenín et Dolní Hořice à l'ouest.

## Histoire
La première mention écrite de la localité date de 1358.

## Transports
Par la route, Křeč se trouve à 18 km de Kamenice nad Lipou, à 28 km de Pelhřimov, à 60 km de Jihlava à 109 km de Prague.